# Hodges formodning
Inden for matematik er Hodges formodning en stort uløst problem inden for algebraisk geometri, der relaterer algebraisk topologi til ikke-singulære kompleks Algebraisk varietet med dets undervariater. Mere specifikt siger formodningen at visse de Rhamkohomologi-klasser er algebraiske, dvs. at de er summer af Poincarés dualitet af homologiske klasser af undervariaterne. 
Det blev formuleret af den skotske matematiker William Vallance Douglas Hodge som et resultat af hans arbejde mellem 1930 og 1940 for at uddybe beskrivelsen af de Rhamkohomologi til at inkludere ekstra strukture, der eksisterer for komplekse algebraiske varieteter. Det modtog kun ringe opmærksomhed før Hodge præsenterede i 1950 på International Congress of Mathematicians, der blev afholdt i Cambridge, Massachusetts.
Hodges formodning er en af Clay Mathematics Institutes millenniumproblemer, hvor der gives en præmie på $1 mio. for at bevise eller modbevise formodningen.